# Грауно
Грауно (итал. Grauno) — упраздённая коммуна в Италии, расположена в автономной области Трентино-Альто-Адидже, подчиняется административному центру Тренто. Ныне является фракцией коммуны Альтавалле.
Население коммуны, на 31.12.2015 года, составляло 144 человека, плотность населения — 19,84 чел./км². Коммуна занимала площадь 7,26 км². 
Почтовый индекс — 38030. Телефонный код — 0461.
Покровителем коммуны почитается святитель Мартин Турский, день его памяти ежегодно отмечается 11 ноября.

## История
Муниципалитет Грауно был упразднён 1 января 2016 года, с целью создания новой коммуны Альтавалле. Она была создана путём объединения соседних муниципалитетов Грауно, Фавер, Грумес и Вальда.

## Демография
Название жителей населённого пункта — граунези.
Динамика населения: